# Liste der Kulturdenkmäler in Peterslahr
In der Liste der Kulturdenkmäler in Peterslahr sind alle Kulturdenkmäler der rheinland-pfälzischen Ortsgemeinde Peterslahr aufgelistet. Grundlage ist die Denkmalliste des Landes Rheinland-Pfalz (Stand 4. Mai 2023).

## Einzeldenkmäler
| Bezeichnung                        | Lage                                             | Baujahr                     | Beschreibung | Bild                           |
| ---------------------------------- | ------------------------------------------------ | --------------------------- | --- | ------------------------------ |
| Katholische Pfarrkirche St. Petrus | Kirchstraße Lage                                 | Ende des 12. Jahrhunderts   | Westturm vom Ende des 12. Jahrhunderts, neuromanisches Langhaus, 1901, Architekt Theodor Hermann, Herborn; Barockskulptur, 1748; Gesamtanlage mit Kapelle und Kreuzweg | weitere Bilder Fotos hochladen |
| Kapelle                            | Kirchstraße, südlich der Kirche Lage             | 18. Jahrhundert             | Kapelle, wohl aus dem 18. Jahrhundert | weitere Bilder Fotos hochladen |
| Pfarrhaus                          | Kirchstraße 13 Lage                              | 17. oder 18. Jahrhundert    | ehemaliges Pfarrhaus; verputzter Fachwerkbau, teilweise massiv, wohl aus dem 17. oder 18. Jahrhundert                                                                  | Fotos hochladen                |
| Kreuzweg                           | Kirchstraße, zwischen Nr. 17 und der Kirche Lage | Anfang des 20. Jahrhunderts | Kreuzwegstationen, Anfang des 20. Jahrhunderts, 13. Station als neugotische Backsteinkapelle                                                                           | weitere Bilder Fotos hochladen |
| Wohnhaus                           | Wiedtalstraße 26 Lage                            | 18. Jahrhundert             | Fachwerkhaus, 18. Jahrhundert | Fotos hochladen                |